# Mburukulu
Mburukulu is een bestuurslaag in het regentschap Oost-Soemba van de provincie Oost-Nusa Tenggara, Indonesië. Mburukulu telt 1565 inwoners (volkstelling 2010).